# Death Disco
Death Disco è un singolo del gruppo musicale inglese Public Image Ltd., pubblicato il 29 giugno 1979 come primo estratto dall'album Metal Box.

## Il disco
Il disco venne distribuito sia su singolo da 7" che da 12" con un "½ mix" della canzone e un "Megga mix" (una ri-registrazione strumentale di Fodderstompf da Public Image) sulla versione da 12". Raggiunse la ventesima posizione della classifica britannica. Il brano venne pubblicato in una versione alternativa come Swan Lake nel secondo album del gruppo, Metal Box, con lievi modifiche nel finale. Il cambiamento del titolo rispecchia la citazione dalla partitura di Čajkovskij che affiora nella parte di chitarra di Keith Levene.
Nella sua autobiografia, Rotten: No Irish, No Blacks, No Dogs, Lydon dichiarò che la canzone fu scritta per sua madre, che morì di cancro non molto tempo prima. "L'ho vista morire", disse a Select nel 1990. "Era forte, mia mamma, mi ha chiesto di scrivere una canzone da discoteca per il suo funerale. Non era affatto piacevole".
Death Disco venne incluso anche nell'album Live in Tokyo del 1983.
La canzone si classificò all'11º posto tra le migliori "Tracce dell'anno" del 1979 dal NME.

### Cover
Nel 1983 la band belga Arbeid Adelt? pubblicò una cover della canzone.

## Tracce
Testi e musiche dei Public Image Ltd.

### 7"
Parte 1
1. Death Disco - 4:11

Parte 2
1. No Birds Do Sing - 4:37

### 12"
Parte 1
1. ½ Mix - 6:42

Parte 2
1. Megga Mix - 6:51

## Formazione
- John Lydon - voce
- Keith Levene - chitarra, sintetizzatore
- Jah Wobble - basso
- David Humphrey  - batteria